# Игарапе-ду-Мею

Игарапе-ду-Мею на карте штата.

Игарапе-ду-Мею (порт. Igarapé do Meio) — муниципалитет в Бразилии, входит в штат Мараньян. Составная часть мезорегиона Север штата Мараньян. Входит в экономико-статистический микрорегион Байшада-Мараньенси. Население составляет 12 550 человек на 2010 год. Занимает площадь 368,685 км². Плотность населения — 34,04 чел./км².

## Демография
Согласно сведениям, собранным в ходе переписи 2010 г. Национальным институтом географии и статистики (IBGE), население муниципалитета составляет:
| Полное население                               | Полное население                               | Полное население                               | Полное население                               | 12 550 |
| ---------------------------------------------- | ---------------------------------------------- | ---------------------------------------------- | ---------------------------------------------- | ------ |
| в том числе:                                   | Городское население                            | 6207                                           | Процент городского населения, %                | 49,46  |
|                                                | Сельское население                             | 6343                                           | Процент сельского населения, %                 | 50,54  |
|                                                | Мужское население                              | 6348                                           | Процент мужского населения, %                  | 50,58  |
|                                                | Женское население                              | 6202                                           | Процент женского населения, %                  | 49,42  |
| Плотность населения, чел/км²                   | Плотность населения, чел/км²                   | Плотность населения, чел/км²                   | Плотность населения, чел/км²                   | 34,04  |
| Население муниципалитета в % к населению штата | Население муниципалитета в % к населению штата | Население муниципалитета в % к населению штата | Население муниципалитета в % к населению штата | 0,19   |

По данным оценки 2016 года, население муниципалитета составляет 13 774 жителя.

## Статистика
- Валовой внутренний продукт на 2003 год составляет 12 033 108,00 реалов (данные: Бразильский институт географии и статистики).
- Валовой внутренний продукт на душу населения на 2003 год составляет 1121,03 реал (данные: Бразильский институт географии и статистики).
- Индекс развития человеческого потенциала на 2000 год составляет 0,540 (данные: Программа развития ООН).